# 373 (numero)
Trecentosettantatré (373) è il numero naturale dopo il 372 e prima del 374.

## Proprietà matematiche
- È un numero dispari.
- È un numero difettivo.
- È un numero primo.
  - È un numero primo troncabile sia a destra che a sinistra.
  - È un primo permutabile.
- È un numero ondulante e un numero palindromo nel sistema di numerazione posizionale a base 8 (565), a base 9 (454) e nel sistema numerico decimale. È altresì un numero palindromo nel sistema di numerazione posizionale a base 4 (11311).
- È parte delle terne pitagoriche (252, 275, 373), (373, 69564, 69565).
- È un numero congruente.

## Astronomia
- 373P/Rinner è una cometa periodica del sistema solare.
- 373 Melusina è un asteroide della fascia principale del sistema solare.

## Astronautica
- Cosmos 373 è un satellite artificiale russo.